# Фоскарнет
Фоскарне́т — синтетичний противірусний препарат для парентерального та місцевого застосування.

## Фармакологічні властивості
Фоскарнет — синтетичний противірусний препарат. Механізм дії препарату полягає в інгібуванні ферменту вірусів — ДНК-полімеразу — шляхом взаємодії з фрагментом зв'язування пірофосфату та гальмування синтезу вірусної ДНК. До препарату чутливими є вірус простого герпесу людини, цитомегаловіруси, вірус вітряної віспи, вірус Епштейна — Барр. Фоскарнет діє також на фермент вірусу ВІЛ — зворотню транскриптазу та пригнічує активність вірусу ВІЛ в організмі, в період відсутності ВААРТ використовувався у схемах лікування ВІЛ-інфекції. Препарат неактивний до ДНК-полімераз людини.

### Фармакокінетика
Фоскарнет після внутрішньовенного введення швидко розподіляється в організмі. Біодоступність препарату складає 100 %. Препарат створює високі концентрації у більшості тканин організму, депонується фоскарнет в костях. Препарат проникає через гематоенцефалічний бар'єр. Препарат проникає через плацентарний бар'єр та виділяється через грудне молоко. Фоскарнет не метаболізується, виводиться препарат з організму нирками у незміненому вигляді. Виведення препарату з організму проходить у дві фази — у швидкій фазі період напіввиведення препарату складає 1—8 годин, у повільній фазі період напіввиведення фоскарнету може становити 88 годин; у осіб з нирковою недостатністю період напіввиведення фоскарнету збільшується.

## Показання до застосування
Фоскарнет застосовують для лікування маніфестної цитомегаловірусної інфекції — цитомегаловірусного ретиніту, ураження легень, ураження шлунково-кишкового тракту; інфекції, що спричинюють герпесвіруси людини — простого герпесу та вітряної віспи, що нечутливі до ацикловіру. Місцево препарат можна використовувати для лікування захворювань шкіри, що спричинює вірус простого герпесу.

## Побічна дія
При застосуванні фоскарнету дуже часто спостерігають побічні ефекти:
- З боку нервової системи. У 25 % хворих може спостерігатися головний біль, рідше (до 10 %) галюцинації, депресія, тремор, судоми[1], частіше на фоні порушень функції нирок.
- З боку сечостатевої системи — у більш як 30 % хворих спостерігається оборотне підвищення рівня креатиніну в крові, у 10 % випадків у чоловіків — виразки геніталій[1], рідше можуть спостерігатися протеїнурія, гострий тубулярний некроз, ниркова недостатність, інтерстиціальний нефрит, кристалурія.
- Часто у хворих на ВІЛ-інфекцію (20—50 % випадків) відбувається анемія, гарячка, гранулоцитопенія[1], але тяжкі гематологічні порушення при застосуванні фоскарнету спостерігають рідко.
- З боку травної системи спостерігають у 30—50 % випадків, що включає нудоту, блювання, гепатит, діарею.
- Під час застосування фоскарнету дуже часто (10—44 %) спостерігають появу порушень електролітного балансу — гіпокальціємії, гіпомагніємії, гіпокаліємії, гіпо- та гіперфосфатемії — що може супроводжуватися появою аритмій, судомами, порушеннями психіки, тетанією.[1]
- Місцево після внутрішньовенного введення можуть відбуватися флебіти та тромбофлебіти в місці ін'єкції; при застосуванні у формі крему — рідко гіперемія та свербіж шкіри в місці застосування.[2]

## Протипоказання
Фоскарнет протипоказаний при підвищеній чутливості до препарату, під час вагітності та годування грудьми, новонародженим дітям. Препарат не рекомендують застосовувати одночасно з амфотерицином В, аміноглікозидами та пентамідином у зв'язку з імовірним посиленням нефротоксичності. Не рекомендують застосовувати фоскарнет одночасно з іміпенемом у зв'язку зі збільшенням ймовірності появи судом.

## Форми випуску
Фоскарнет випускається у вигляді флаконів для ін'єкцій по 250 та 500 мл 2,4 % розчину та 3,13 % крему для зовнішнього застосування в тубах по 3 г. Станом на 2015 рік в Україні даний препарат не зареєстрований.